# Théodore Simon

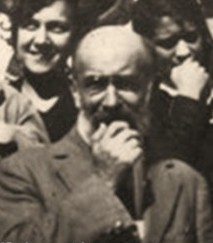
Théodore Simon

Théodore Simon (1873–1961) – francuski psychiatra, wspótwórca (wspólnie z Alfredem Binetem) Skali Inteligencji Bineta-Simona oraz jej zrewidowanych wersji. Był założycielem i dyrektorem w latach 1946–1957 specjalistycznej szkoły dla psychiatrycznego personelu pielęgniarskiego w szpitalu Maison Blanche w miejscowości Neuilly-sur-Marne.

## Prace nad Skalą Inteligencji Bineta-Simona
Na początku XX wieku francuski minister oświaty zwrócił się z prośbą do Alfreda Bineta o skonstruowanie narzędzia diagnostycznego pozwalającego na przeprowadzenie selekcji uczniów i wykrycie dzieci niepełnosprawnych intelektualnie (określanych w owym czasie jako „upośledzone w rozwoju umysłowym”). Nauczanie tych dzieci według specjalnie przygotowanego programu miało wpłynąć na wzrost efektywności szkolnej nauki. Binet wspólnie ze swoim współpracownikiem Simonem podjęli się tego zadania i w wyniku tego opracowali pierwszy test inteligencji nazwany Skalą Inteligencji Bineta-Simona, opublikowany w 1905 r. Był to test składający się z 30 krótkich zadań uporządkowanych według wzrastającego stopnia trudności.
W 1908 r. Binet i Simon opublikowali zrewidowaną wersję Skali Inteligencji Bineta-Simona, mającą 58 zadań i służącą do diagnozy zdolności umysłowych dzieci w wieku od 3 do 13 lat. Nowsza wersja skali została oparta na koncepcji wieku umysłowego. Kolejna rewizja skali nastąpiła w 1911 r. i od tego czasu uzyskała w wielu krajach ogromną popularność, stanowiąc przez długi czas punkt odniesienia dla innych narzędzi diagnostycznych do pomiaru inteligencji.